# 흡습성
흡습성(吸濕性, 영어: hygroscopicity)은 물질의 주변 환경으로부터 물 분자를 끌어당기고 보유하려는 능력이다. 이는 흡수나 흡착을 통해 수행된다.
대기 중에 어느 정도 수분을 받아들이고 있는 섬유를 한 예로 들 수 있다. 이 밖에도 셀룰로스 섬유를 포함하는 종이, 설탕, 캐러멜, 꿀, 글리세롤, 에탄올, 메탄올, 경유, 황산, 메스암페타민, 수많은 염(염화 나트륨 포함) 등이 포함된다.
생활속의 흡습성이 있는 물질로는 제올라이트, 숯 등이 있다.
또, 염화 아연(산화 아연), 염화 칼슘, 수산화 칼륨, 수산화 나트륨, 또 수많은 종류의 염은 너무 흡습성이 높아서 물에 쉽게 녹는다. 이러한 성질을 조해성으로 부른다.

## 폴리머
수많은 엔지니어링 폴리머들은 흡습성이 있다. 여기에는 나일론, ABS 수지, 폴리카보네이트, 폴리수지를 포함한다.
폴리에틸렌, 폴리스타이렌과 같은 그 밖의 폴리머들은 일반적으로 많은 수분을 흡수하지는 않지만 액체의 물에 노출되면 표면에 상당한 수분을 전달할 수 있다.

## 같이 보기
- 소수성
- 친수성
- 풍해